# Tom Chambers
Thomas Doane Chambers (* 21. Juni 1959 in Ogden, Utah) ist ein ehemaliger US-amerikanischer Basketballspieler. Zwischen 1981 und 1998 spielte er in der NBA für die Mannschaften der San Diego Clippers, Seattle SuperSonics, Phoenix Suns, Utah Jazz, Charlotte Hornets und Philadelphia 76ers. Er war der erste Spieler, der als Free Agent den Verein wechselte (1988 von den Sonics zu den Suns).

## Karriere
Chambers spielte zunächst für die University of Utah. Im NBA-Draft 1981 wurde er an 8. Stelle von den San Diego Clippers ausgewählt, wo er eine gute Rookiesaison hinlegte und 17,2 Punkte pro Spiel, bei 52,5 % Trefferquote erzielte. Aufgrund der Verpflichtung von Terry Cummings im darauffolgenden Draft, wurde Chambers im Sommer 1983 zu den Seattle SuperSonics verkauft, wo er sich zu einem der besten Power Forwards der Liga entwickelte.
1988 wechselte Chambers zu den Suns, die ihm ein gutes Angebot machten. Hier erzielte er in der Saison 1988–89 25,7, in der Saison 1989–90 sogar 27,2 Punkte pro Spiel. Gemeinsam mit Kevin Johnson bildeten beide ein starkes Offensivtandem, dass 1991 das Conference-Finale erreichte. 1992 wurde Superstar Charles Barkley von den Suns verpflichtet, so dass Chambers sich in der Rolle des Besten Bankspielers wiederfand. 1993 erreichten die Suns das NBA-Finale, wo man den Chicago Bulls unterlag.
Während seiner Zeit bei den SuperSonics und Suns gehörte Chambers zu den besten Forwards der Liga. Er wurde vier Mal ins NBA All-Star Game berufen (1987, 1989, 1990 und 1991). 1987 wurde er zum Most Valuable Player des All-Star Games gewählt. Ebenso stand er zwei Mal im All-NBA Second Team (1989, 1990). Zu Chambers Ehren wurde seine Trikotnummer 24 von den Suns zurückgezogen.
Zwischen 1993 und 1995 spielte er als Backup für Karl Malone bei den Utah Jazz, mit denen er 1994 das Western-Conference-Finale erreichte. Nach einem kurzen Gastspiel bei Maccabi Tel Aviv in Israel, kehrte er 1997 zurück und spielte in einer limitierten Rolle für die Charlotte Hornets und Philadelphia 76ers.